# Oleksij Makejew

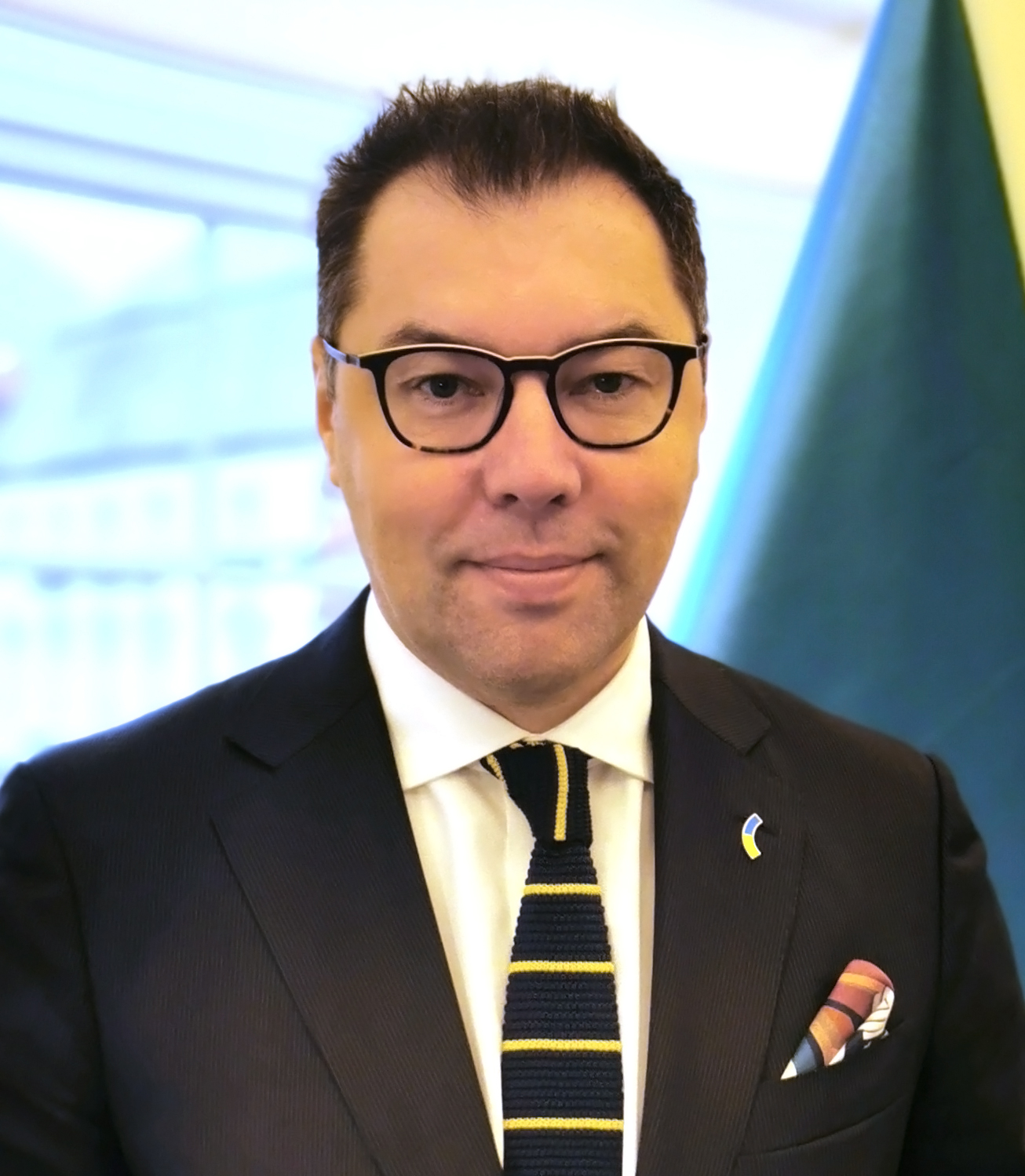
Oleksij Makejew (2022)

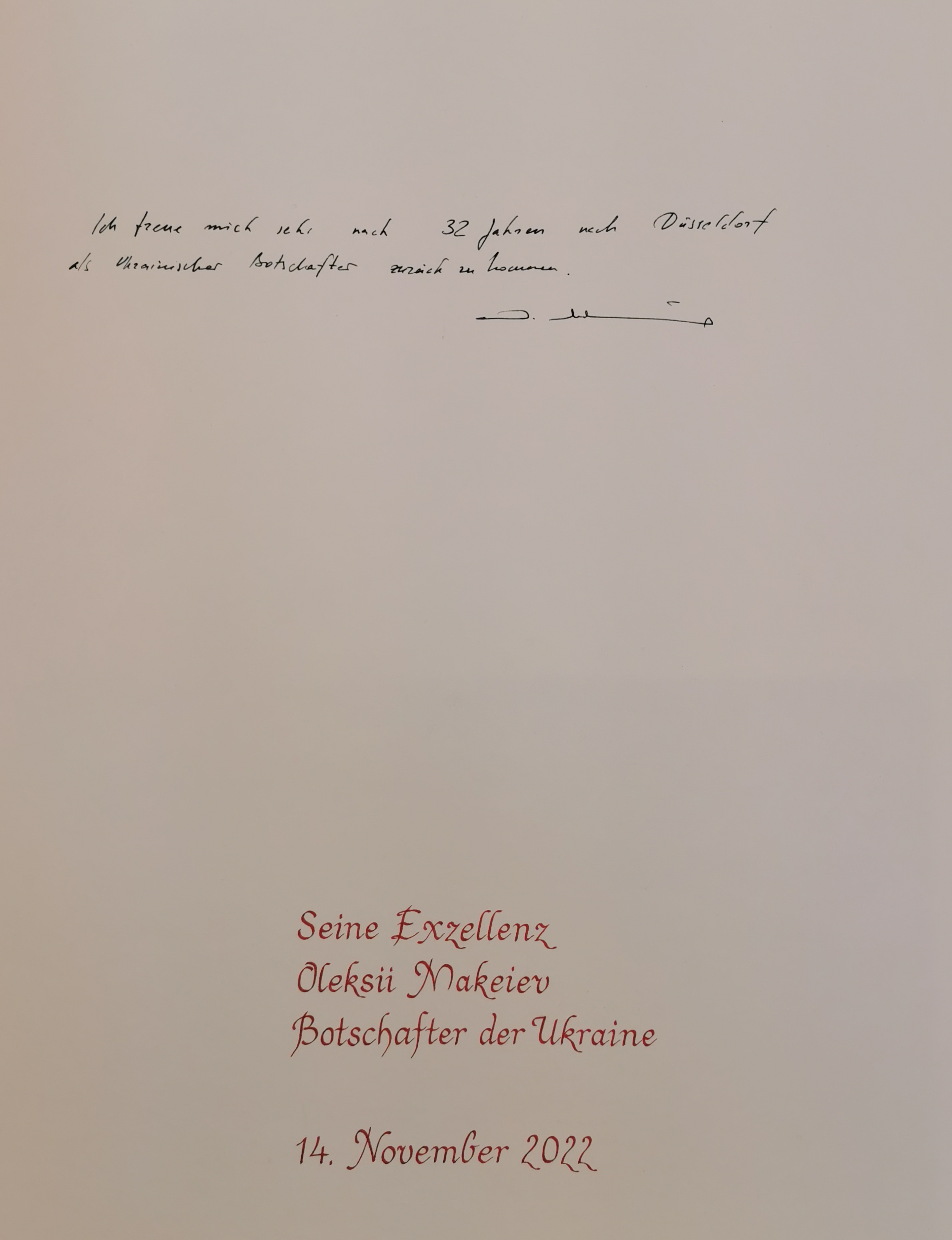
Eintrag im Goldenen Buch der Landeshauptstadt Düsseldorf

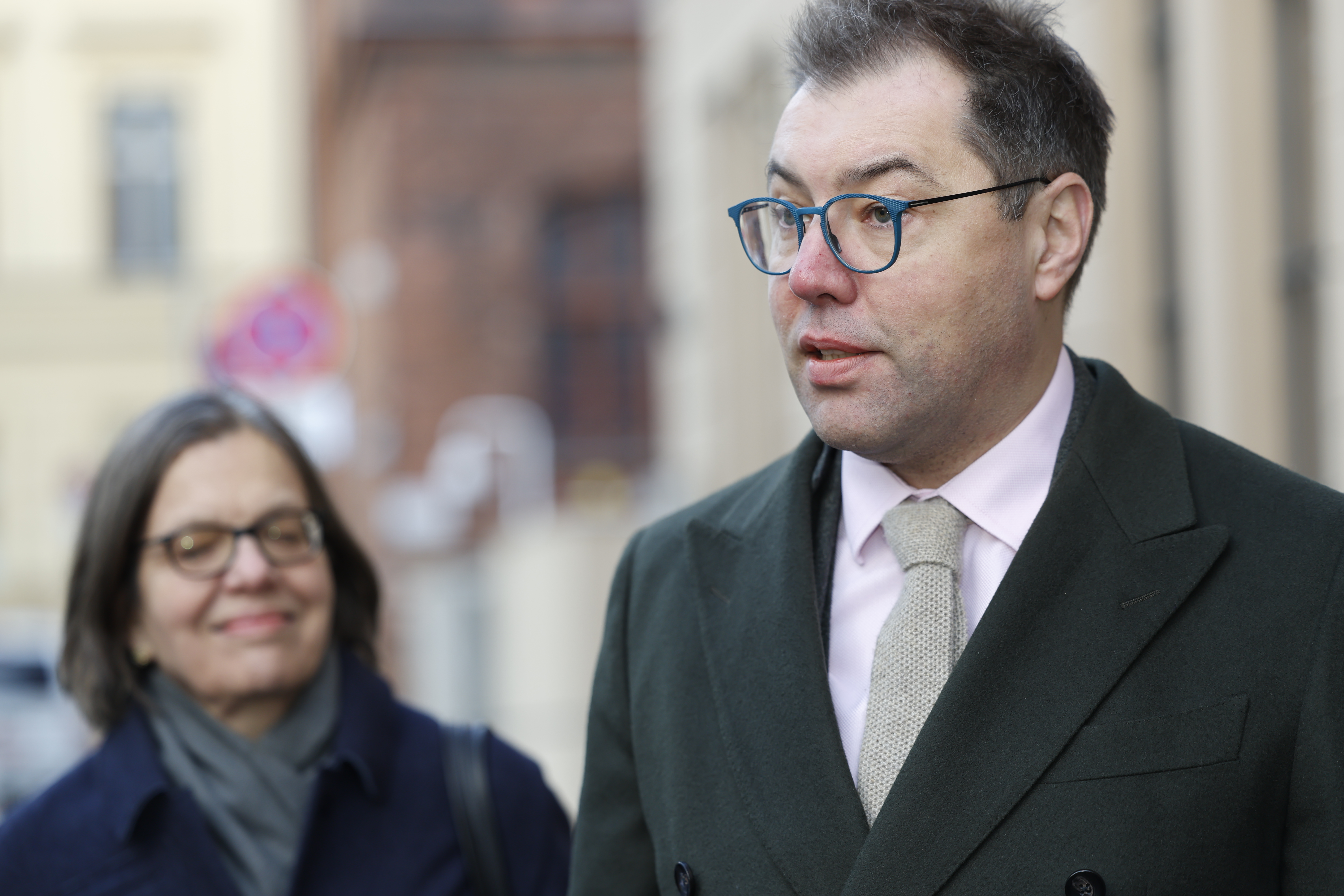
Makejew bei Übergabe vom Buddy Bear im Rahmen der „Berlin Science Week“ (2023)

Oleksij Serhijowytsch Makejew (ukrainisch Олексій Сергійович Макеєв, wiss. Transliteration Oleksij Serhijovyč Makejev; * 25. November 1975 in Kiew) ist ein ukrainischer Diplomat. Seit Oktober 2022 ist er Botschafter der Ukraine in Deutschland.
Makejew besuchte 1990 im Rahmen eines Schüleraustausches die Bundesrepublik Deutschland. Er studierte internationale Beziehungen an der Taras-Schewtschenko-Universität in Kiew. Im Jahr 1996 trat er in den diplomatischen Dienst ein. Von 2014 bis 2020 war er Leiter der politischen Abteilung im Außenministerium der Ukraine. Danach war er Sonderbeauftragter für Sanktionen.
Makejew traf am 17. Oktober 2022 in Deutschland ein, um die Nachfolge von Andrij Melnyk als Botschafter der Ukraine in Deutschland anzutreten. Er wurde am 24. Oktober 2022 von Bundespräsident Frank-Walter Steinmeier akkreditiert.
Makejew ist mit Olena Makejewa verheiratet, die für eine Wirtschaftsprüfungsgesellschaft arbeitet. Das Paar hat eine gemeinsame Tochter, Anastasia, die in Straßburg studiert.